# Ralph P. Locke
Ralph P. Locke, född 9 mars 1949, är en amerikansk musikvetare och professor emeritus i musikvetenskap vid Eastman School of Music i New York. Han är bland de mest kända musikkritikerna inom modern klassisk musik i USA. Han grundade serien Eastman Studies in Music, är medförfattare av The New Grove Dictionary of Music and Musicians och flera andra böcker, och redaktör för flera tidskrifter. Locke fick sin BA från Harvard University och sin doktorsexamen i Chicago.